# 1-я Моква
1-я Моква́ — деревня в Курском районе Курской области России. Административный центр Моковского сельсовета.

## География
Расположена с западной стороны Курска (посёлок, пристроенный к южной части деревни, входит в черту города Курска), на речке Моква (правый приток Сейма), в 85 км от российско-украинской границы.
Улицы
В деревне улицы: А. Щербакова, Багряная, Баклашовка, Весёлая, Весенняя, Ветеринарная, Воскресенская, Городская, Дружная, Дубравная, Загородная, Заречная, Зелёная, Кожевенная, Кольцевая, Курская, Лесная, Лучистая, Майская, Малая Полянка, Малиновая, Моковская, Нелидова, Нелидова переулок, Ольховая, Оптимистов, Ореховая, Парковая, Парковый переулок, Песчаная, Почтовая, Прилужная, Прогонная, Рябиновая, Садовая, Санаторная, Светлая, Светлый переулок, Свободная, Сеймская, Славянская, Сосновская, Тенистый переулок, Троицкая, Удачная, Центральная, Центральный 1-й переулок и Школьная.
Климат
1-я Моква, как и весь район, расположена в поясе умеренно континентального климата с тёплым летом и относительно тёплой зимой (Dfb в классификации Кёппена).
| Показатель                                                                      | Янв. | Фев. | Март | Апр. | Май  | Июнь | Июль | Авг. | Сен. | Окт. | Нояб. | Дек. | Год  |
| ------------------------------------------------------------------------------- | ---- | ---- | ---- | ---- | ---- | ---- | ---- | ---- | ---- | ---- | ----- | ---- | ---- |
| Средний суточный максимум, °C                                                   | −4,2 | −3,2 | 2,7  | 13   | 19,4 | 22,7 | 25,4 | 24,7 | 18,2 | 10,5 | 3,3   | −1,2 | 10,9 |
| Средняя температура, °C                                                         | −6,2 | −5,7 | −0,8 | 8,2  | 14,8 | 18,4 | 21   | 20,1 | 14   | 7,3  | 1,1   | −3,2 | 7,4  |
| Средний суточный минимум, °C                                                    | −8,7 | −8,8 | −4,9 | 2,7  | 9,1  | 13,1 | 15,9 | 15   | 9,7  | 3,9  | −1,3  | −5,4 | 3,4  |
| Норма осадков, мм                                                               | 51   | 45   | 47   | 50   | 62   | 71   | 73   | 55   | 59   | 59   | 47    | 49   | 668  |
| Источник: Погода по месяцам c ru.climate-data.org(дата обращения: Декабрь 2021) |      |      |      |      |      |      |      |      |      |      |       |      |      |

Часовой пояс
Деревня 1-я Моква, как и вся Курская область, находится в часовой зоне МСК (московское время). Смещение применяемого времени относительно UTC составляет +3:00.

## История
Название Моква происходит от одноимённой речки — правого притока Сейма. Во многих источниках прошлых веков встречается написание села через «а» — Маква.
Первые упоминания о поселении, существовавшем на реке Мокве, связаны с XVII веком, точнее с 1617 годом. Данные документы рассказывают о борьбе курян с литовцами. В 1623 году в этом районе находился сторожевой отряд. В документах второй половины XVIII века Моква встречается уже с двойным названием «Моква-Сныхино тож». В конце XVIII века это село получает название «Соколья Дубрава» или «Моква Соколья». В то время здесь проживали в основном крепостные и государственные крестьяне. На данной территории располагались участки помещиков Анненковых, Протопопова, Спешнева, Богданова и др.

### Усадьба Нелидовых

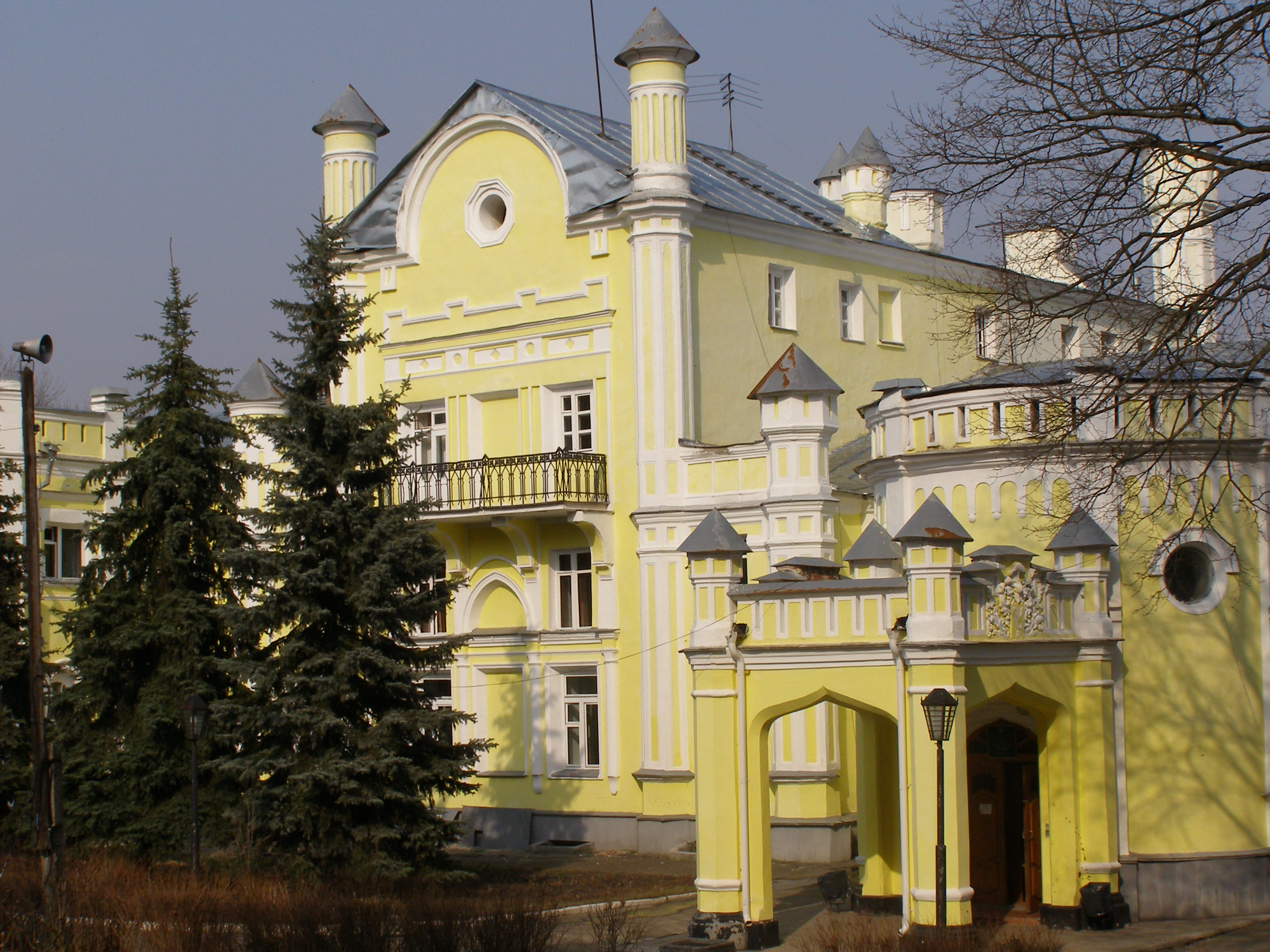
Западный фасад дворца.

До нашего времени сохранились фрагменты усадебного комплекса. Создание и развитие его связано прежде всего с древним дворянским родом Нелидовых. На рубеже XVIII и XIX веков Моква стала собственностью Аркадия Ивановича Нелидова (с 1811-го до 1818-го — губернатор Курской губернии). На основе уже существующей дубравы был разбит английский парк, создана система прудов и построен барский дом.
Сохранившийся господский дом выполнен в стиле николаевской эклектики. Внутри здания находилось более сорока помещений, среди которых были гостиная, вестибюль, столовая, комната для музыкантов, бальный зал, а также библиотека, многочисленные жилые комнаты и кабинеты. В северной пристройке располагалась кухня, топочная, кладовые и помещения для прислуги.
После смерти А. Н. Нелидова в 1834 году, усадьба перешла его сыну, Аркадию Аркадьевичу, предводителю дворянства Курской губернии. В это время немного южнее дворца была построена кирпичная двухэтажная церковь Спасская (1848 год), неподалёку от неё конюшня и хозяйственные постройки. Также было разбито достаточно большое оранжерейное хозяйство, продолжились работы по благоустройству парка.

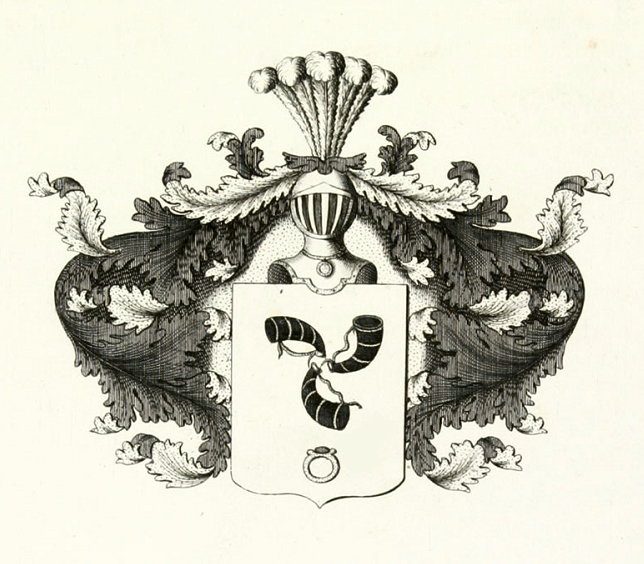
Герб рода Волковых

С конца XIX века и до 1917 года усадьба принадлежала племяннику А. А. Нелидова Петру Петровичу Волкову, сыну генерала П. Н. Волкова. Он содержал в Мокве земскую школу, где обучалось около 80 детей, также он превратил домашнюю Спасскую церковь в приходскую.
После событий 1917 года имущество усадьбы было в основном разграблено, пропал семейный архив. Были спущены пруды. В здании дворца с 1922 по 1939 год находился дом отдыха «Губсоцстраха». С 1941 по 1943 год Моква была занята фашистскими оккупантами. В это время сильно пострадал парк, были вырублены самые крепкие деревья, уничтожены некоторые хозяйственные постройки. В 1943—1946 в уцелевших зданиях располагался военный госпиталь. С 1948 года на территории усадьбы находится санаторий. Церковь Спасская была взорвана в 1969 году, и на её месте было создано здание профилактория. Вновь были возведены плотины на прудах, при этом нижний пруд превратился в болото.
Усадьба «Моква» — памятник истории и архитектуры республиканского значения.

## 2-я Моква
Деревня 2-я Моква располагается немного южнее первой. История её связана с именем А. А. Нелидова, который после отмены крепостного права перенёс несколько десятков домов на песчаные неплодородные почвы. Деревня получила название Кукуевка. Своё современное название она получила уже в XX веке, но местное население продолжает использовать и старое. Во многих источниках также встречается название Нижняя Моква.

## Современность

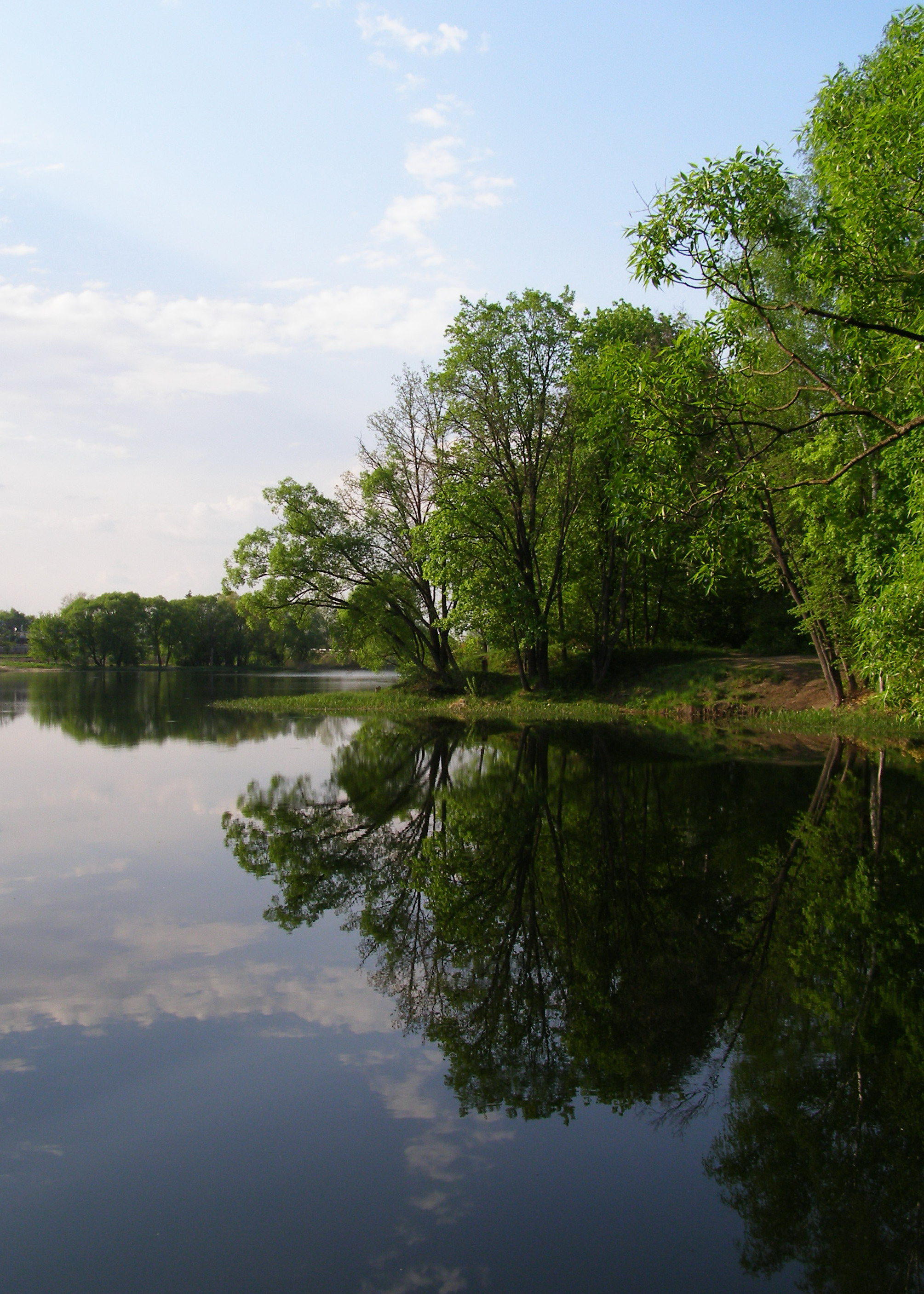
Усадебный пруд.

Сейчас Моква — одно из любимых мест отдыха курян, на территории усадьбы сохранилась двухсотлетняя дубрава, здесь встречаются липа (100—200 лет), вяз, ясень, сосна, клён, тополя, сибирский кедр. Недалеко от 1-й Моквы находятся лыжная трасса, трасса для мотокросса «Крутой лог». Рядом с болотом бьют многочисленные ключи, один из них был освящён в начале 2000-х. В Курском государственном областном краеведческом музее и галерее им. Дейнеки находятся сохранившееся элементы интерьера дворца, в частности мебель, скульптуры и картины.
Название «Моква» употребляется также и для обозначения обширной территории примыкающей к западной части города Курска. Это район дачных участков по чётной стороне улицы Сумской, соединяющей город с трассой М-2 (КООД), также система детских оздоровительных лагерей «им. Ульяны Громовой», «им. Гагарина», «им. Кати Зеленко» и др. Сюда же входит и западная часть парка «Солянка».
В последние годы ведётся активное строительство коттеджей в южной (переданной в границы Курска) части 1-й Моквы. Появились новые улицы. Сюда регулярно ходят автобусы № 22 «пос. Моква (ул. Запрудная) — Курск (Московская пл.)», а также маршрутки «Моква — Московская пл.».

## Население
| 2002 | 2010  |
| ---- | ----- |
| 1440 | ↗1823 |

## Инфраструктура
Личное подсобное хозяйство. В деревне 859 домов.

## Транспорт
1-я Моква находится на автодорогe федерального значения М2 «Крым» (часть европейского маршрута E 105), в 8 км от ближайшей ж/д станции Рышково (линия Льгов I — Курск).
В 122 км от аэропорта имени В. Г. Шухова (недалеко от Белгорода).